# ممشقة يابانية
ممشقة يابانية (الاسم العلمي: Dipsacus japonicus) هو نوع من النباتات يتبع جنس الممشقة من الفصيلة المعزية الورق.